# Tipula tacomicola
Tipula tacomicola är en tvåvingeart som beskrevs av Alexander 1949. Tipula tacomicola ingår i släktet Tipula och familjen storharkrankar. Inga underarter finns listade i Catalogue of Life.